# Thierry Balestrière
Thierry Balestrière est un dirigeant de basket-ball français, originaire de Tours.
En janvier 2009, il est nommé président de la Ligue féminine de basket pour 4 ans. Il succède à Jean-Pierre Siutat. 
Au début de son mandat, il se donne pour objectif d'assainir la situation financière des clubs de la Ligue féminine, plusieurs d'entre eux se trouvant dans le rouge. 
Depuis janvier 2013, Philippe Legname lui succède à la tête de la LFB, alors qu'il devient secrétaire général de la FFBB.